# Olga Romasko
Olga Vladimirovna Romasko –en ruso, Ольга Владимировна Ромасько– (Borodino, 18 de abril de 1968) es una deportista rusa que compitió en biatlón.
Participó en los Juegos Olímpicos de Nagano 1998, obteniendo una medalla de plata en la prueba de relevos. Ganó siete medallas en el Campeonato Mundial de Biatlón entre los años 1996 y 1999, y cinco medallas en el Campeonato Europeo de Biatlón entre los años 1996 y 2002.

## Palmarés internacional
| Juegos Olímpicos   | Juegos Olímpicos          | Juegos Olímpicos  | Juegos Olímpicos |
| Año                | Lugar                     | Medalla           | Prueba           |
| ------------------ | ------------------------- | ----------------- | ---------------- |
| 1998               | Nagano (Japón)            | Medalla de plata  | Relevos          |
| Campeonato Mundial |                           |                   |                  |
| Año                | Lugar                     | Medalla           | Prueba           |
| 1996               | Ruhpolding (Alemania)     | Medalla de oro    | Velocidad        |
| 1997               | Osrblie (Eslovaquia)      | Medalla de oro    | Velocidad        |
| 1997               | Osrblie (Eslovaquia)      | Medalla de plata  | Equipo           |
| 1997               | Osrblie (Eslovaquia)      | Medalla de bronce | Persecución      |
| 1997               | Osrblie (Eslovaquia)      | Medalla de bronce | Relevos          |
| 1998               | Hochfilzen (Austria)      | Medalla de oro    | Equipo           |
| 1999               | Kontiolahti (Finlandia)   | Medalla de plata  | Relevos          |
| Campeonato Europeo |                           |                   |                  |
| Año                | Lugar                     | Medalla           | Prueba           |
| 1996               | Val Ridanna (Italia)      | Medalla de oro    | Relevos          |
| 2000               | Zakopane (Polonia)        | Medalla de plata  | Individual       |
| 2001               | Haute-Maurienne (Francia) | Medalla de plata  | Relevos          |
| 2002               | Kontiolahti (Finlandia)   | Medalla de plata  | Relevos          |
| 2002               | Kontiolahti (Finlandia)   | Medalla de bronce | Persecución      |